# LogMeIn Hamachi
LogMeIn Hamachi is een centraal beheerde VPN-applicatie die in staat is om directe verbindingen tussen computers op internet te creëren.

## Werking
Hamachi is een centraal beheerd VPN-systeem: het programma legt vanaf de computer van de gebruikers een link naar de server van de fabrikant. Daarin kunnen door gebruikers virtuele netwerken aangemaakt worden, waarbij andere gebruikers kunnen inloggen, met behulp van dezelfde clientsoftware. De clientsoftware voegt een virtueel netwerkapparaat toe aan de computer. Deze virtuele netwerkkaart wordt gebruikt voor inkomend en uitgaand netwerkverkeer. Uitgaand verkeer wordt door het besturingssysteem naar de virtuele netwerkkaart verzonden. De informatie wordt vervolgens versleuteld naar de andere client (zoals peer-to-peer) verzonden.
Elke client zet een connectie op en behoudt een controleconnectie met de serverruimte. Wanneer de verbinding tot stand gekomen is, gaat de client door een inlogfase. Daarna volgt een statuscontroleproces. Als deze stappen zijn doorlopen is het virtuele netwerk klaar voor gebruik.
Aan elke Hamachi client wordt een IP-adres in de 25.0.0.0/8-reeks toegekend. Dit adres wordt toegewezen als de gebruiker voor de eerste keer gebruikmaakt van het programma. Dit adres zal altijd, bij het afmelden en later weer aanmelden, behouden blijven. De IP-adressen in de reeks 25.0.0.0/8 worden gebruikt om geen botsingen met het lokale netwerk aan de clientzijde te veroorzaken, met name 10.0.0.0/8, 172.16.0.0/12 en 192.168.0.0/16. Dit adressenbereik 25.0.0.0/8 is eigenlijk toegewezen aan het Britse Ministry Of Defence; wie via TCP/IP direct met deze instantie wil communiceren, kan dus niet tegelijkertijd een Hamachi client gebruiken. Voor 19 november 2012 werden door Hamachi adressen uit het bereik 5.0.0.0/8 gebruikt. Het 5.0.0.0/8-netwerkadres is in november 2010 door IANA toegewezen aan RIPE NCC.
Hamachi wordt vaak gebruikt voor het online spelen van spelletjes zoals Minecraft en Remote access. Zowel de host die de server willen hosten, als cliënts die op die server willen spelen, moeten Hamachi downloaden en installeren.